# Wessin
Wessin is een plaats en voormalige gemeente in de Duitse deelstaat Mecklenburg-Voor-Pommeren, en maakt deel uit van de stad Crivitz in het district Ludwigslust-Parchim.

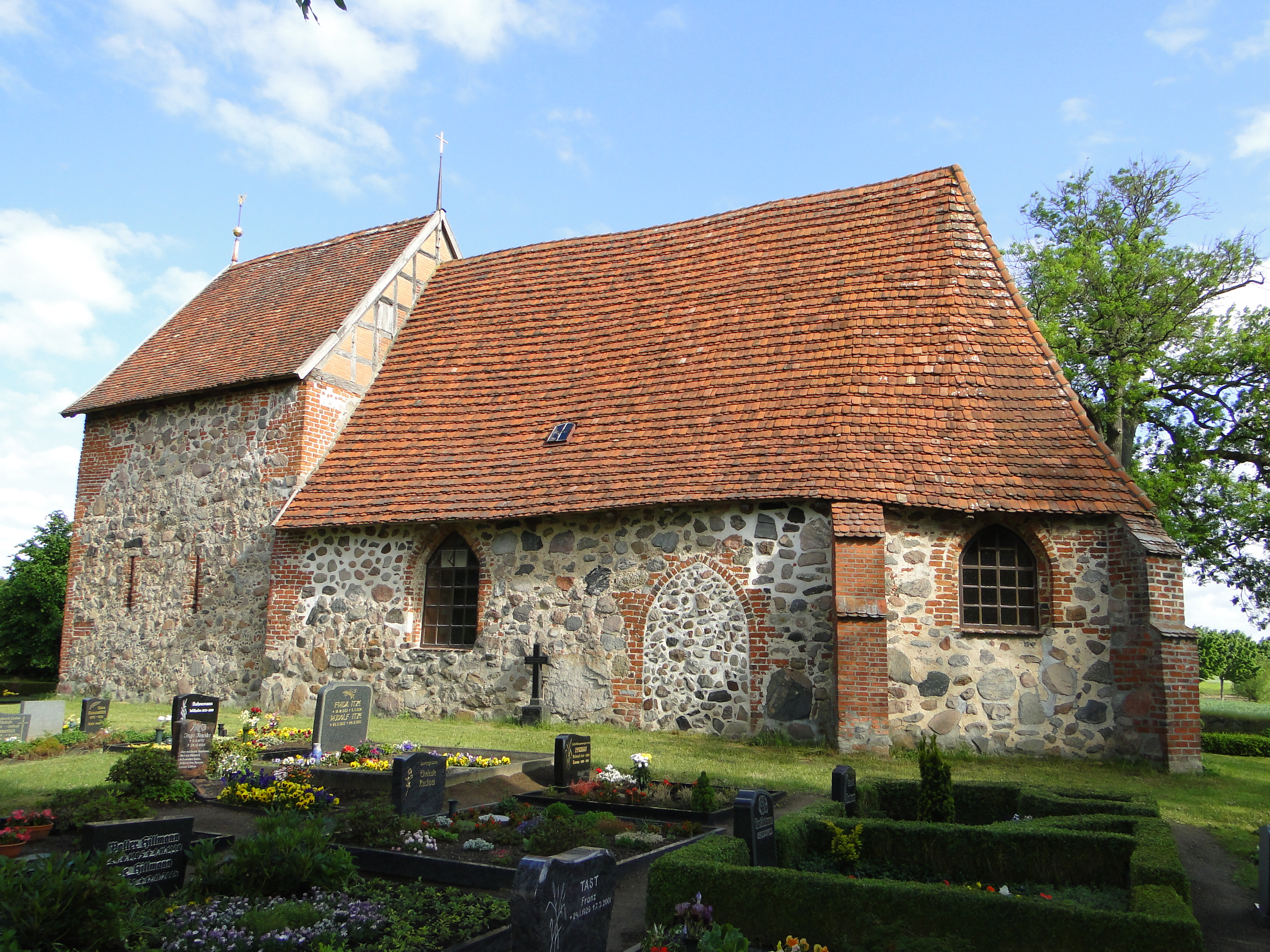
Kerk in Wessin